# Homoneura indica
Homoneura indica är en tvåvingeart som beskrevs av Malloch 1929. Homoneura indica ingår i släktet Homoneura och familjen lövflugor.
Artens utbredningsområde är Myanmar. Inga underarter finns listade i Catalogue of Life.